# Arnold Nilsen
Arnold Nilsen (Oslo, 1928. július 23. – ?, 2010. szeptember 30.) norvég nemzetközi labdarúgó-játékvezető.

## Pályafutása

### Nemzeti játékvezetés
1955-ben lett az I. Liga játékvezetője. Az aktív nemzeti játékvezetéstől 1967-ben vonult vissza.

#### Nemzeti kupamérkőzések
Vezetett Kupa-döntők száma: 1.

##### Norvég Kupa
| Időpont           | Helyszín               | Mérkőzés típusa        | Mérkőzés             | Eredmény | Nézők száma |
| ----------------- | ---------------------- | ---------------------- | -------------------- | -------- | ----------- |
| 1960. október 30. | Ullevaal Stadion, Oslo | második döntő mérkőzés | Rosenborg BK–Odds BK | 3 – 2    | 29 743      |

### Nemzetközi játékvezetés
Az Norvég labdarúgó-szövetség Játékvezető Bizottsága (JB) terjesztette fel nemzetközi játékvezetőnek, a Nemzetközi Labdarúgó-szövetség (FIFA) 1957-től tartotta nyilván bírói keretében. Több nemzetek közötti válogatott és klubmérkőzést vezetett. Az aktív nemzetközi játékvezetéstől 1967-ben búcsúzott.

#### Világbajnokság
A világbajnoki döntőhöz vezető úton 
Svédországba a VI., az 1958-as labdarúgó-világbajnokságra, Chilébe a VII., az 1962-es labdarúgó-világbajnokságra, valamint Angliába a VIII., az 1966-os labdarúgó-világbajnokságra a FIFA JB bíróként alkalmazta. Vezetett mérkőzéseinek száma: 3.

##### 1958-as labdarúgó-világbajnokság

###### Selejtező mérkőzés
| Időpont         | Helyszín                   | Mérkőzés típusa           | Mérkőzés                 | Eredmény | Nézők száma |
| --------------- | -------------------------- | ------------------------- | ------------------------ | -------- | ----------- |
| 1957. július 5. | Olimpiai Stadion, Helsinki | előselejtező (6. csoport) | Finnország–Lengyelország | 1 – 3    | 9125        |

##### 1962-es labdarúgó-világbajnokság

###### Selejtező mérkőzés
| Időpont           | Helyszín                  | Mérkőzés típusa           | Mérkőzés                       | Eredmény | Nézők száma |
| ----------------- | ------------------------- | ------------------------- | ------------------------------ | -------- | ----------- |
| 1961. október 22. | Rosenau Stadion, Augsburg | előselejtező (3. csoport) | Nyugat-Németország–Görögország | 2 – 1    | 43 000      |

##### 1966-os labdarúgó-világbajnokság

###### Selejtező mérkőzés
| Időpont           | Helyszín                     | Mérkőzés típusa           | Mérkőzés          | Eredmény | Nézők száma |
| ----------------- | ---------------------------- | ------------------------- | ----------------- | -------- | ----------- |
| 1965. október 27. | Ninian Park Stadion, Cardiff | előselejtező (7. csoport) | Wales–Szovjetunió | 2 – 1    | 34 000      |

#### Európa-bajnokság
Az európai labdarúgó torna döntőjéhez vezető úton Spanyolországba az II., az 1964-es labdarúgó-Európa-bajnokságra, valamint Olaszországba a III., az 1968-as labdarúgó-Európa-bajnokságra  az UEFA JB bíróként foglalkoztatta. Vezetett mérkőzéseinek száma: 2.

##### 1964-es labdarúgó-Európa-bajnokság

###### Selejtező mérkőzés
| Időpont             | Helyszín                    | Mérkőzés típusa            | Mérkőzés        | Eredmény | Nézők száma |
| ------------------- | --------------------------- | -------------------------- | --------------- | -------- | ----------- |
| 1962. szeptember 2. | Laugardalsvöllur, Reykjavík | előselejtező (2. mérkőzés) | Izland–Írország | 1 – 1    | 9100        |

##### 1968-as labdarúgó-Európa-bajnokság

###### Selejtező mérkőzés
| Időpont          | Helyszín                 | Mérkőzés típusa           | Mérkőzés                | Eredmény | Nézők száma |
| ---------------- | ------------------------ | ------------------------- | ----------------------- | -------- | ----------- |
| 1967. július 16. | Dynamo Stadion, Tbiliszi | előselejtező (3. csoport) | Szovjetunió–Görögország | 4 – 0    | 28 040      |